# Léopold V (duc d'Autriche)
Pour les articles homonymes, voir Léopold V d'Autriche-Tyrol et Léopold d'Autriche.
Léopold V, dit le Vertueux ou le Vieux, né en 1157 et mort le 31 décembre 1194 à Graz en Styrie, est un prince de la maison de Babenberg, fils du duc Henri II d'Autriche et de Théodora Comnène, une nièce de l'empereur byzantin Manuel Ier. Il fut duc d'Autriche régnant sur les duchés d'Autriche de 1177 et de Styrie de 1192 à sa mort. Léopold entra dans l'histoire en capturant le roi anglais Richard Cœur de Lion au retour de la troisième croisade.

## Biographie
Léopold est le fils aîné du duc Henri II Jasomirgott (1107–1177) et de sa deuxième épouse la princesse byzantine Théodora Comnène († 1184). Au temps de sa naissance, son père venait de recevoir le titre de duc (Herzog) par le Privilegium Minus de l'empereur Frédéric Barberousse.
Après la mort d'Henri II, Léopold continue la guerre contre le duc Sobeslav II de Bohême jusqu'à sa chute en 1179. Il fit la paix avec le duc Frédéric Ier (Bedřich) et réglait la démarcation entre l'Autriche et le duché de Bohême au nord. Le 17 août 1186 est négocié l'acte de Georgenberg (Georgenberger Handfeste) par lequel Léopold V hérite en 1192 de la Styrie et de quelques territoires en Haute-Autriche. C'est un premier pas en direction des territoires héréditaires ultérieurs et de l'Autriche actuelle.
Allié fidèle de la dynastie impériale des Hohenstaufen, le duc Léopold est surtout resté célèbre pour sa participation à la troisième croisade en 1190. Au Siège de Saint-Jean-d'Acre, il prit les commandes des croisés allemands. Cependant, il entre en conflit avec Richard Cœur de Lion soit à Acre, soit à Ascalon selon les sources. Censément, une querelle éclata entre les deux hommes, lorsque le duc a voulu hisser sa bannière à côté du drapeau du roi sur la ville occupée. Léopold a quitté la Terre Sainte en colère.

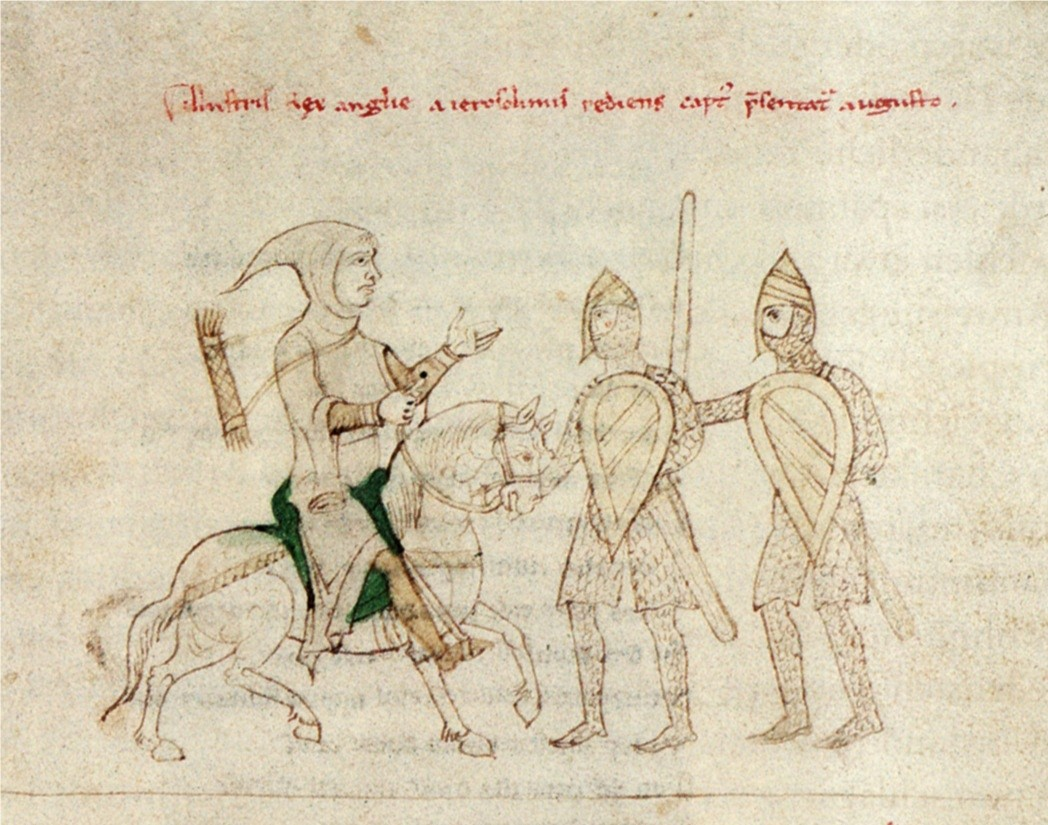
La capture de Richard Cœur de Lion, enluminure extraite du Liber ad honorem Augusti, 1197.

Lors du voyage de retour en 1192, le roi d'Angleterre doit prendre le chemin passant par la Styrie et l'Autriche. Il s'arrête près de Vienne, où il est capturé par les forces de Léopold à Erdberg (IIIe arrondissement Landstrasse actuel). Le roi est gardé pendant un certain temps au château de Dürnstein avant d'être livré à l'empereur Henri VI. La rançon énorme de six mille « Eimer » d'argent (environ 100 000 marks d'argent ou, selon les sources 23,3 tonnes) est utilisée pour la construction de la fonte de monnaie viennoise, d'une nouvelle enceinte fortifiée ainsi que pour la fondation des villes nouvelles de Wiener Neustadt et de Friedberg.
Pour cet acte, le duc est excommunié et puni de l'interdit par le pape Célestin III. Cependant, cette décision n'a apparemment jamais été publiée. L'évêque de Vérone est envoyé pour transmettre à Léopold V les conditions pour lever l'excommunication : Léopold V doit libérer les otages anglais, rembourser la rançon et partir en Terre sainte en croisade pour la même durée que la captivité de Richard Ier.
Les conditions ne sont pas encore remplies quand Léopold V commence déjà à préparer une nouvelle croisade. Cependant, il est blessé lors d'un tournoi et se casse la jambe. Il promet alors au prêtre d'Hartberg de remplir toutes les conditions nécessaires pour la levée de l'excommunication en cas de guérison. Un peu plus tard, il promet également à l'archevêque Adalbert III de Salzbourg de se soumettre au pape. L'excommunication est levée, mais Léopold V ne guérit plus. Il meurt le 31 décembre 1194 de ses blessures et est enterré à l'abbaye de Heiligenkreuz. Ses États sont divisés entre ses deux fils : l'aîné, Frédéric, reçoit l'Autriche, et le cadet, Léopold, la Styrie.

## Mariage et descendance

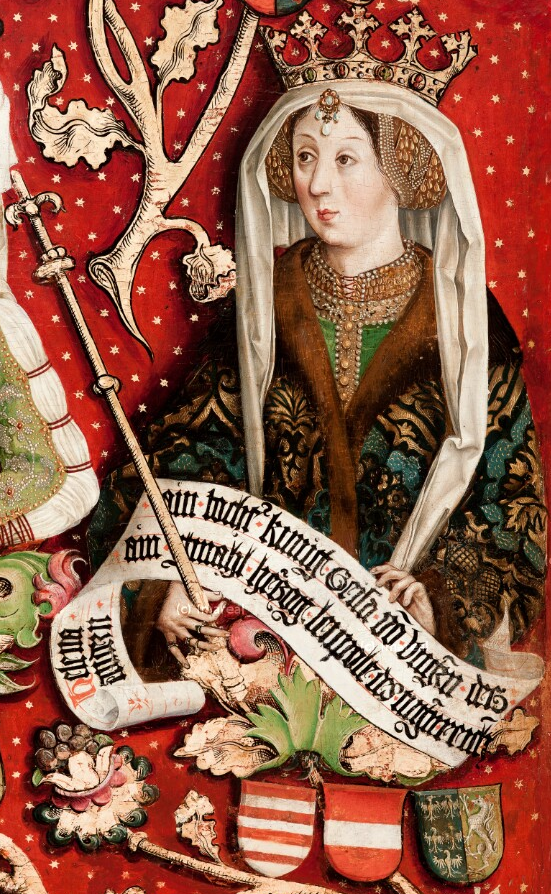
La duchesse Hélène, de l'arbre généalogique des Babenberg.

Léopold V épouse en 1172 Hélène de Hongrie (v.1158-1199), fille du roi Géza II de Hongrie, dont : 
- Frédéric (1174-1199) ;
- Léopold VI (1176-1230).

## Légende
Selon la légende, lors du siège de Saint-Jean-d'Acre en 1191, la tunique blanche de Léopold se retrouve couverte de sang. Lorsqu'il retire sa ceinture, une bande blanche apparaît au milieu du rouge, ce qui serait à l'origine du drapeau de l'Autriche. En réalité, le drapeau n'a été adopté qu'au XIIIe siècle par Frédéric II.

## Sources
- (de) Cet article est partiellement ou en totalité issu de l’article de Wikipédia en allemand intitulé « Leopold V. (Österreich) » (voir la liste des auteurs).
- (de) Heide Dienst, Die Babenberger 976-1246, Kohlhammer, Stuttgart, 2005  (ISBN 3-17-018165-3).
- Michel Dugast Rouillé, Les Maisons souveraines de l'Autriche, Imprimeries réunies, Lyon, 1967.
- (de) Karl Lechner, Die Babenberger. Markgrafen und Herzoge von Österreich 976–1246, 6., Böhlau, Vienne, 1996  (ISBN 3-205-98569-9).